# Hiéroglyphe égyptien M1A

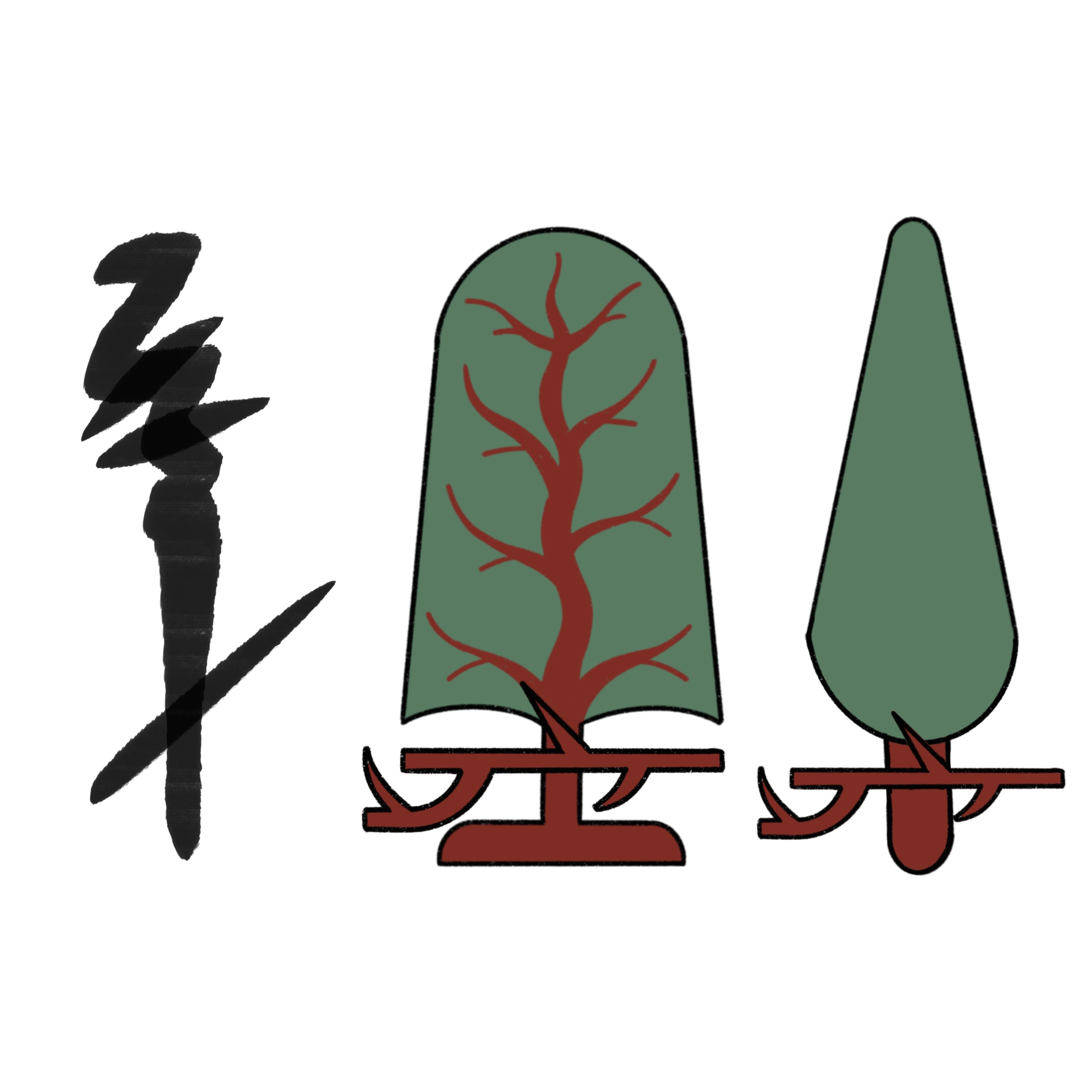
Version hiératique et hiéroglyphique

Pour les articles homonymes, voir Arbre (homonymie) et Branche.
L'arbre et branche, en hiéroglyphes égyptiens, n'est pas classifiée dans la liste de Gardiner originale ; cet hiéroglyphe est noté M1A.

## Représentation
Il représente la combinaison d'un arbre généralement très simplifié se voulant générique (hiéroglyphe M1) et d'une branche (hiéroglyphe du bois M3). 
Il est codé Aa40 par WikiHiero.

## Utilisation
| M1 |

| M1 |

d'une branche pour le démarquer dans ces écritures du fait de sa rareté.
C'est un déterminatif des termes désignant un arbre ou un arbuste.

## Exemples de mots
| mn · nw · nw · nw | Aa40 | Z2 |

| mn · nw · nw · nw | Aa40 | Z2 |

| M29 | Aa40 |

| M29 | Aa40 |

| U33 | A52 | s | Aa40 |

| U33 | A52 | s | Aa40 |